# Il était une fois l'huile
 (août 2025).
Si vous disposez d'ouvrages ou d'articles de référence ou si vous connaissez des sites web de qualité traitant du thème abordé ici, merci de compléter l'article en donnant les références utiles à sa vérifiabilité et en les liant à la section « Notes et références ».
Pour plus de détails, voir Fiche technique et Distribution.
Il était une fois l'huile est un court métrage d'animation français réalisé par Winshluss en 2010.
Le film est une satire de la société de consommation et une parodie d'Il était une fois... la Vie.
Le film est également une adaptation de la bande-dessinée éponyme sortie en 2004.

## Synopsis
Deux enfants trouvent un bidon d'huile dans le sous-sol. Il en sort Goutix, la mascotte de l'entreprise Méroll, qui présente l'usine aux enfants. 

## Fiche technique
- Titre : Il était une fois l'huile
- Réalisation : Winshluss
- Scénario : Winshluss, Frédéric Felder et Lyonel Mathieu
- Musique originale : Olivier Bernet
- Son : Denis Vautrin
- Voix : Raphaël Lamarque, Fily Keita, Denis Vautrin
- Animation : Patrick Cohen, Jules Stromboni, Odile Comon, Christian Desmares, Cyprien Nozières, Stéphane Roche, Gaëlle Thierry, Hugo Bienvenue, Brice Chevillard, Marion Stingue
- Montage : Lara Bellini, François Nabos et Stéphane Roche
- Décors : Vincent Paronnaud, Nicolas Pawlowski et Lyonel Mathieu
- Producteurs : Marc Jousset, Michel Dutheil, Perrine Capron
- Production : Je Suis Bien Content

## Distinctions
- 2010 : « Prix du Jury de la Compétition européenne des courts métrages », Festival Les Utopiales, Nancy[1] ;
- 2011 : « Prix du Jury Jeune », Festival international du court métrage, Lille ;
- 2011 : « Prix du Jury étudiant », Le Courtivore, Mont-Saint-Aignan  ;
- 2012 :  « Mention spéciale animation », Festival international du film de Cleveland, Cleveland.